# Дрожалка буковая
Дрожа́лка бу́ковая (лат. Ascotremella faginea) — вид грибов, типовой вид монотипного рода Ascotremella семейства Гелоциевые (Helotiaceae).

## Описание
Плодовое тело 1—2,5 см в высоту и 2—4 см в диаметре, сначала неправильно шаровидное, затем мозговидное или чашевидное, несколько плодовых тел могут срастаться и образовывать сплошную массу до 10 см шириной. Окраска молодых грибов бледно-розовая, затем становится розовато-бурой или красновато-фиолетовой.
Мякоть резиново-желеобразной консистенции, без вкуса и запаха, розовато-сиреневая.
Споры беловатые в массе, 6—10×3,5—5 мкм, эллиптической формы, с несколькими продольными линиями, с двумя масляными капельками. Аски цилиндрические, 70—90×6—8 мкм, неамилоидные. Парафизы нитевидные, с утолщённым концом.
Пищевого значения гриб не имеет, считается несъедобным.

### Сходные виды
- Ascocoryne cylichnium (Tul.) Korf, 1971 отличается от стадии телеоморфы более крупными апотециями с у взрослых грибов более неровной стерильной стороной, более крупными спорами (18—30×4—6 мкм) с несколькими септами и неразветвлёнными парафизами. Анаморфа у этого близкого вида не развита.

## Экология и ареал
Широко распространена в Европе и Северной Америке. Встречается редко, летом и осенью, небольшими группами, часто тесными, на гниющей древесине широколиственных деревьев, в особенности — бука.

## Синонимы
- Haematomyces fagineus Peck, 1890basionym
- Neobulgaria faginea (Peck) Raitv., 1963